# Cantón Macará
Cantón Macará är en kanton i Ecuador.   Den ligger i provinsen Loja, i den sydvästra delen av landet, 500 km söder om huvudstaden Quito. Antalet invånare är 18 350. Arean är 578 kvadratkilometer.
Terrängen i Cantón Macará är bergig åt nordost, men åt sydväst är den kuperad.